# Chrome Dreams
Chrome Dreams es el cuadragésimo cuarto álbum de estudio del músico canadiense Neil Young, publicado por la compañía discográfica Reprise Records en agosto de 2023. Considerado uno de los álbumes perdidos de Young, fue compilado en un principio como disco de acetato para una posible publicación en 1977, pero finalmente archivado en beneficio de American Stars 'N Bars. Copias del acetato circularon en formato bootleg en décadas posteriores previo a su lanzamiento oficial, que tuvo lugar en agosto de 2023 dentro de la serie Special Release Series.

## Trasfondo
Originalmente compilado en 1977, Chrome Dreams es una colección de canciones grabadas por Young durante los dos años anteriores, en la cual recopila temas de diferentes sesiones de grabación con múltiples músicos y colaboradores. La grabación más temprana, "Star of Bethlehem", fue grabada a finales de 1974 con la intención de publicarse en Homegrown, otro álbum abandonado y publicado en 2020. "Sedan Delivery", grabada durante las sesiones del álbum Zuma, fue también archivada y regrabada durante el álbum Rust Never Sleeps. "Too Far Gone", "Homegrown", "Like a Hurricane" y "Look Out for My Love" fueron grabadas en diferentes sesiones en los Broken Arrow Studios de Young con Crazy Horse durante el otoño e invierno después del lanzamiento de Zuma y antes de la sucesiva gira por Europa y Japón de 1976. La primera de ellas, "Too Far Gone", que en Chrome Dreams se presenta en acústico con Frank "Poncho" Sampedro a la mandolina, no sería publicada hasta 1989 en el álbum Freedom. 
"Stringman", una balada al piano escrita para Jack Nitzsche, se presenta en Chrome Dreams con ligeras sobregrabaciones de estudio, y permaneció inédita hasta la publicación de Unplugged (1993). "Powderfinger", "Pocahontas" y "Captain Kennedy" datan de sesiones de agosto de 1976 incluidas en el álbum Hitchhiker. "Pocahontas" es la misma versión de estudio incluida en Rust Never Sleeps sin sobregrabaciones. Por otra parte, "Will to Love" es la misma grabación incluida en American Stars 'N Bars (1976), tocando frente a un fuego casero en su rancho. El mismo álbum incluyó también "Hold Back the Tears", si bien la grabación de Chrome Dreams, además de inédita, presenta una estrofa adicional.

## Lista de canciones
| N.º | Título                 | Primera publicación                             | Duración |  |
| 1.  | «Pocahontas»           | Rust Never Sleeps (1979)                        | 3:23     |  |
| 2.  | «Will to Love»         | American Stars 'N Bars (1977)                   | 7:11     |  |
| 3.  | «Star of Bethlehem»    | American Stars 'N Bars (1977)                   | 2:43     |  |
| 4.  | «Like a Hurricane»     | American Stars 'N Bars (1977)                   | 8:21     |  |
| 5.  | «Too Far Gone»         | Neil Young Archives Volume II: 1972–1976 (2020) | 2:44     |  |
| 6.  | «Hold Back the Tears»  | Inédita                                         | 5:15     |  |
| 7.  | «Homegrown»            | American Stars 'N Bars (1977)                   | 2:23     |  |
| 8.  | «Captain Kennedy»      | Hawks & Doves (1980)                            | 2:54     |  |
| 9.  | «Stringman»            | Neil Young Archives Volume II: 1972–1976 (2020) | 3:32     |  |
| 10. | «Sedan Delivery»       | Inédita                                         | 5:21     |  |
| 11. | «Powderfinger»         | Hitchhiker (2017)                               | 3:23     |  |
| 12. | «Look Out for My Love» | Comes a Time (1978)                             | 4:01     |  |

## Posición en listas
| País                                | Posición |
| ----------------------------------- | -------- |
| Bélgica (Ultratop flamenca)         | 26       |
| Bélgica (Ultratop valona)           | 25       |
| Países Bajos (Album Top 100)        | 33       |
| Finlandia (Suomen Virallinen Lista) | 42       |
| Alemania (Offizielle Top 100)       | 4        |
| Italia (FIMI)                       | 96       |
| Escocia (Scottish Albums Chart)     | 7        |
| Suecia (Sverigetopplistan)          | 60       |
| Reino Unido (UK Albums Chart)       | 56       |